# Axa Banque
AXA Banque est la banque des clients d'AXA. À l'origine, on trouve la création d'une banque en ligne, le 8 septembre 1994, par le Groupe Paribas sous le nom de Banque Directe. Cette banque fut renommée AXA Banque après son rachat par le Groupe AXA en 2002. Filiale d'Axa en France, en 2024, AXA Banque compte 440 000 clients.

## Histoire
La Compagnie bancaire, filiale du groupe Paribas, crée en 1994 la première banque à distance pour les particuliers, en France, sous le nom de Banque Directe. Banque Directe est rachetée en 2002 par le Groupe AXA, qui, dans une stratégie de bancassurance, entend proposer une offre bancaire à travers son réseau d'agents généraux. Le rachat prend la forme d'une fusion avec la banque du Groupe, AXA Banque, dont il a cédé un an plus tôt à BNP Paribas l'activité de dépositaire et de conservation, mais dont il reprend le nom pour remplacer celui de Banque Directe, en 2003.

## Produits et services
AXA Banque propose les différents services d'une banque classique, c'est-à-dire le compte bancaire, les livrets d'épargne, les crédits à la consommation, les prêts immobiliers et les placements boursiers.